# The Time Has Come Today
The Time Has Come Today is de vijfentwintigste aflevering van het vierde seizoen van het tienerdrama Beverly Hills, 90210, die voor het eerst werd uitgezonden op 23 maart 1994.

## Verhaal
De groep is van plan tijdens de vakantie op wintersport te gaan. Brenda is ook uitgenodigd, maar zij blijft liever thuis. Na haar arrestatie, wil ze het rustig aan gaan doen. Ze vindt een dagboek van ene Wendy Edwards, iemand die in de jaren 60 en 70 opgroeide en waar ze naar eigen zeggen veel gemeen mee heeft. De kijker volgt enkele dagboekverhalen tijdens historische gebeurtenissen, waaronder de moord op Robert F. Kennedy, de eerste man op de maan en de Vietnamoorlog.
Ondertussen wordt een deel uit het leven van Wendy en haar vrienden beschrijven. Ze is verliefd op hippie Peter Brinkley, maar hij heeft al een relatie met haar beste vriendin Michelle. Ze hebben zeer uitgesproken meningen over de Vietnamoorlog, die ze het liefst zo snel mogelijk voorbij zien gaan. Daarnaast heeft Michelle een serieuze verslaving aan drugs. Haar conservatieve en ouderwetse ouders vinden het verschrikkelijk dat ze omgaat met hippies. Ook haar broer heeft het niet op Peter gesteld. Hij gaat zelf het leger in om te vechten in Vietnam, waar hij om het leven komt.
Intussen wordt Seth Brown verliefd op de preutse Maryanne Bagley. Hij probeert met haar naar bed te gaan, maar zij deinst zich altijd terug. Op een avond overtuigt hij haar dat ze met hem naar bed moet gaan. Hierna krijgt ze nooit meer iets van hem te horen. Peter nodigt Wendy mee uit om met hem en Michelle naar Woodstock te gaan. Op dat moment eindigt het dagboek. Een nieuwsgierige Brenda probeert documenten over Wendy te vinden in de bibliotheek en spoort haar uiteindelijk op. Daar vertelt Wendy haar dat ze mee is gegaan naar Woodstock. Over Michelle vertelt ze dat ze in 1971 overleed aan een overdosis heroïne.

## Rolverdeling
- Jason Priestley - Brandon Walsh/Will Edwards
- Shannen Doherty - Brenda Walsh/Wendy Edwards
- Jennie Garth - Kelly Taylor/Michelle Carlson
- Ian Ziering - Steve Sanders/Ronnie Robertson
- Gabrielle Carteris - Andrea Zuckerman/Zwangere hippie
- Luke Perry - Dylan McKay/Peter Brinkley
- Brian Austin Green - David Silver/Seth Brown
- Tori Spelling - Donna Martin/Maryanne Bagley
- Carol Potter - Cindy Walsh/Mevrouw Edwards
- James Eckhouse - Jim Walsh/Dokter Edwards
- Joe E. Tata - Nat Bussichio/Sal Bussichio
- Cress Williams - D'Shawn Hardell
- Cheryl Anderson - De echte Wendy Edwards
- Michele Scarabelli - Bibliothecaresse